# Манрике де Лара, Педро
Педро Манрике де Лара и Мендоса (исп. Pedro Manrique de Lara y Mendoza; 1381 — 21 сентября 1440) — кастильский дворянин, главный аделантадо Леона, старший нотариус королевства Кастилия, член королевского совета и 8-й сеньор де Амуско.

## Биография
Представитель кастильского дворянского рода Манрике де Лара. Единственный сын Диего Гомеса Манрике де Лары и Лейвы (1355—1385), главного аделантадо Кастилии, и Хуаны де Мендосы (1360—1431). После смерти своего отца в 1385 году Педро Манрике де Лара унаследовал все имущество, став 8-м сеньором де Амуско и 3-м сеньором де Тревиньо. Кроме того, он приобрел виллы Вильярта-Кинтана, Вильяхорсерос, Этерна, Ангьяно. В 1429 году он получил от короля Кастилии Хуана II Паредес-де-Нава.
Педро Манрике де Лара был женат на Леонор де Кастилия и Альбукерке (1393—1470), незаконнорожденной дочери Фадрике Энрикеса (1360—1394), 1-го герцога де Бенавенте. У супругов было пятнадцать детей:
- Диего Манрике де Лара (? — 1458), 4-й сеньор и 1-й граф де Тревиньо, 9-й сеньор де Амуско, сеньор де Наваррете, Окон, Редесилья и Паредес-де-Нава. Был женат на Марии де Сандоваль, дочери Диего Гомеса де Сандоваля и Рохаса и Беатрис де Авельянеда. Среди их детей был Педро Манрике де Лара (1443—1515), 1-й герцог де Нахера. После смерти первого мужа Мария де Сандоваль вторично вышла замуж за Диего Лопеса де Суньигу (1415—1479), 1-го графа де Миранда-дель-Кастаньяр.
- Родриго Манрике де Лара (1406—1476), 1-й граф де Паредес-де-Нава, великий магистр Ордена Сантьяго. Среди его сыновей был поэт Хорхе Манрике де Лара.
- Педро Манрике де Лара (? — 1470), 1-й сеньор де Вальдескарай и главный аделантадо Кастилии. Был дважды женат.
- Иньиго Манрике де Лара (? — 1485), епископ Овьедо и Кории, архиепископ Севилья и президент кастильского совета.
- Гомес Манрике де Лара (1412—1490), испанский поэт и драматург
- Хуан Манрике де Лара (? — ок. 1473), архидьякон Вальпусты. От связи с санчей Ортун у него была дочь Каталина Манрике де Лара, которая стала женой Хуана Родригеса де Рохаса, сеньора де Рекена.
- Фадрике де Манрике де Лара (? — 1479), алькаид алькасаром и главный альгуасил Эсихи, 1-й сеньор де Ито и Баньос. Был женат на Беатрис де Фигероа, сеньоре де Ребольедо-де-ла-Торре, дочери Гомеса Суареса де Фигероа, сеньора де Фериа, и Эльвиры Лассо де Мендоса.
- Гарси Манрике де Лара (? — прель 1496), 1-й сеньор де лас Амауэлас, коррегидор и алькаид Кордовы. Участник завоевания Малаги. В Мурсии он женился на Альдонсе Фахардо.
- Беатрис Манрике де Лара, муж — Педро Фернандес де Веласко, граф де Аро, сын Хуана Фернандеса де Веласко и Марии де Сольер
- Хуана Манрике де Лара, Муж — Фернандо де Сандоваль и Рохас, граф де Дения и Кастрохерис, чын Диего Гомеса де Сандоваля и Рохаса, графа де Дения и Кастрохериса, и Беатрис де Авельянеда, сеньоры де Гумиэль-де-Исан.
- Леонор Манрике де Лара, муж — Альваро де Суньига и Гусман (1410—1488), 1-й герцог Бехар, сын Педро де Суньиги и Лейвы, сеньора де Бехар и Изабель де Гусман
- Изабель Манрике де Лара, муж — Педро Велес де Гевара, сеньор де Оньяте.
- Инес Манрике де Лара, муж — Хуан Уртадо де Мендоса сеньор де Каньяте, сын Диего Уртадо де Мендосы и Терезы де Гусман.
- Альдонса Манрике де Лара (? — ок. 1468), первая аббатисса монастыря Консоласьон-де-Калабанос.
- Мария Манрике де Лара (? — после 1468), муж — Родриго де Кастаньеда, сеньор де Фуэнтидуэнья. Будучи вдовой и бездетной, она стала аббатиссой монастыря Консоласьон-де-Калабанос, сменив в 1468 году свою сестру Альдонсу Манрике де Лара.